# Aspremont (Alpes-Maritimes)
Aspremont település Franciaországban, Alpes-Maritimes megyében. Lakosainak száma 2321 fő (2022. január 1.). Aspremont Castagniers, Colomars, Falicon, Nizza és Tourrette-Levens községekkel határos.

## Fekvése
Nizzától északra fekvő település.

## Története

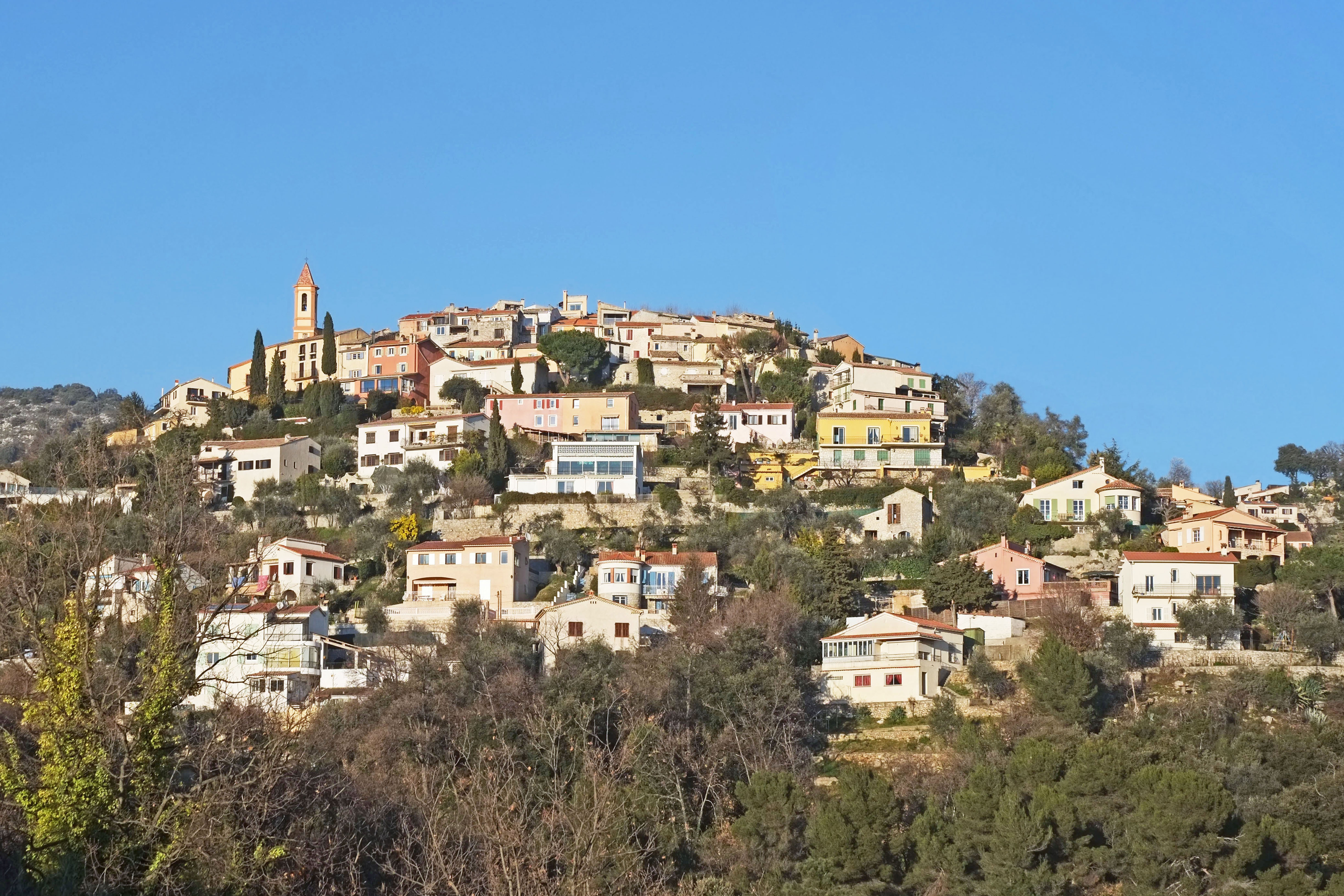
Aspermont látképe

A régi település Aspremont-le-Vieux 1426-os elhagyása után Mont-Chauve lábánál, egy dombon koncentrikus körökben épült fel egy erődített falu , amely a Var és a Paillon de Tourrette völgy közötti ösvényre nyújt kilátást.
A szőlő, olajbogyó, gyümölcsfák, különösen a fügefák termesztéséhez kedvező volt a talaj és a napfény, ami  a 19. század végéig fellendítette a megye bor és olívaolaj termelését.
1874-ben az Aspremont földterületét megosztották, létrehozva a területen Colomars és Castagniers új településrészeket.

## Galéria

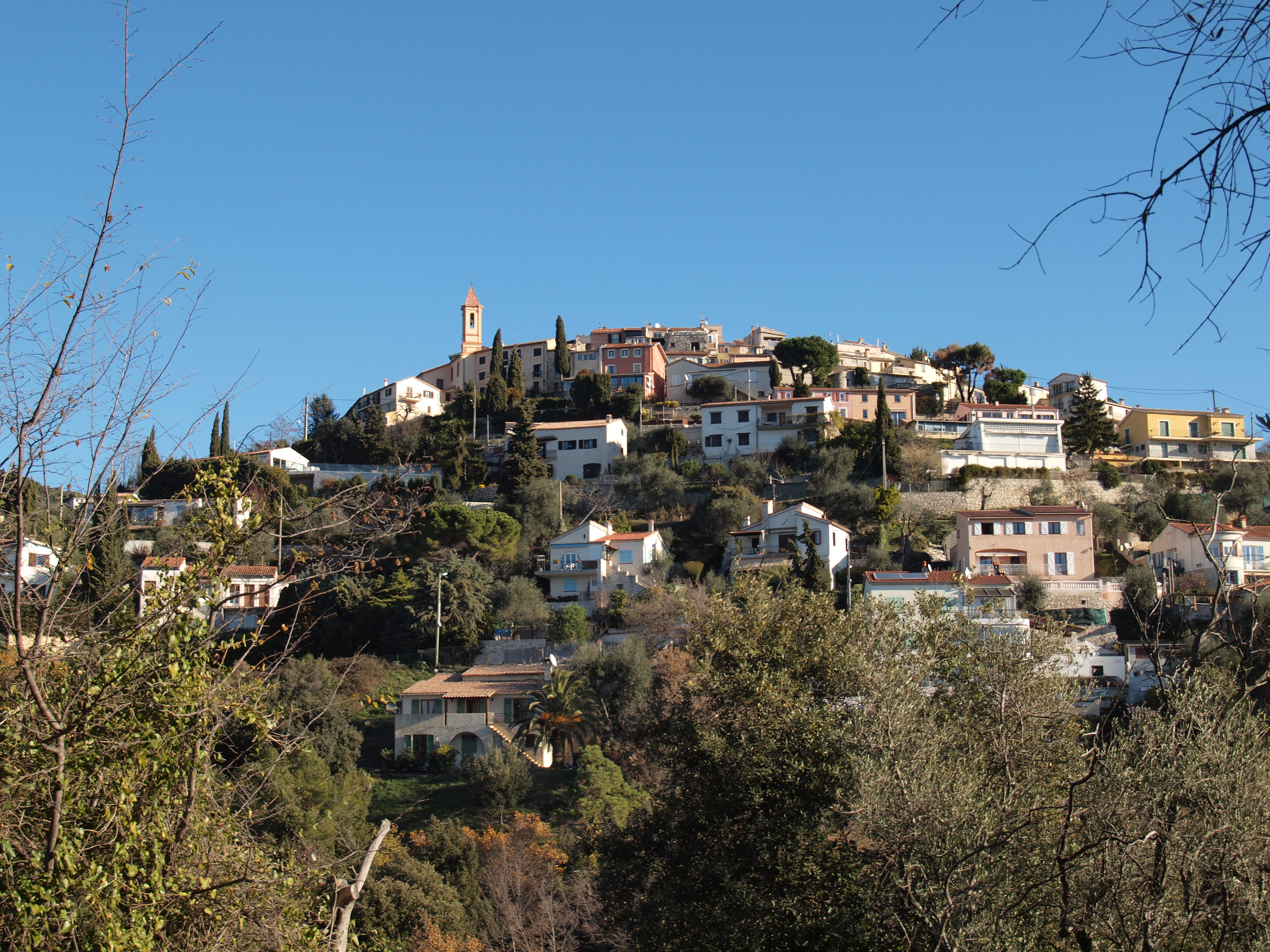
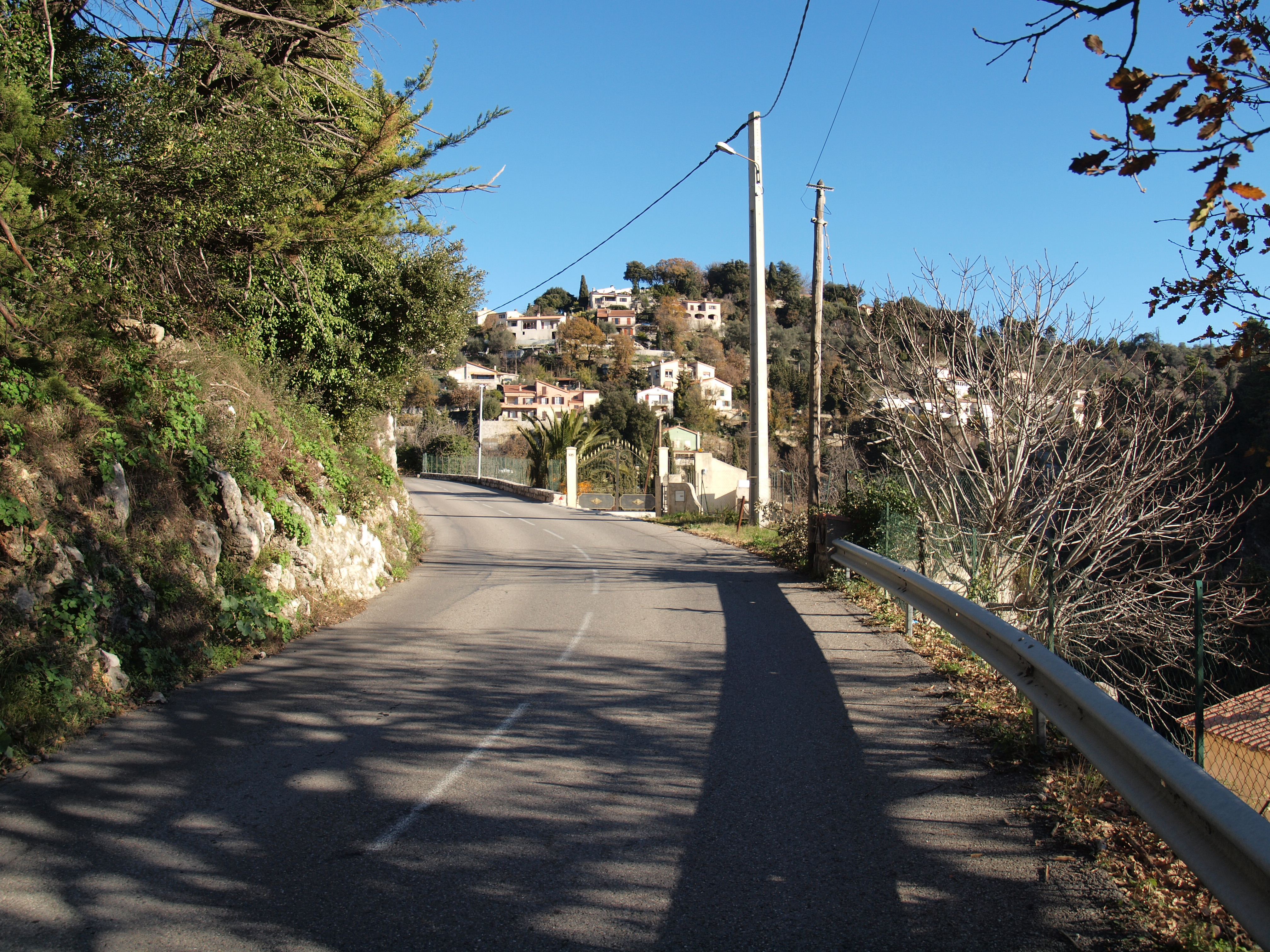
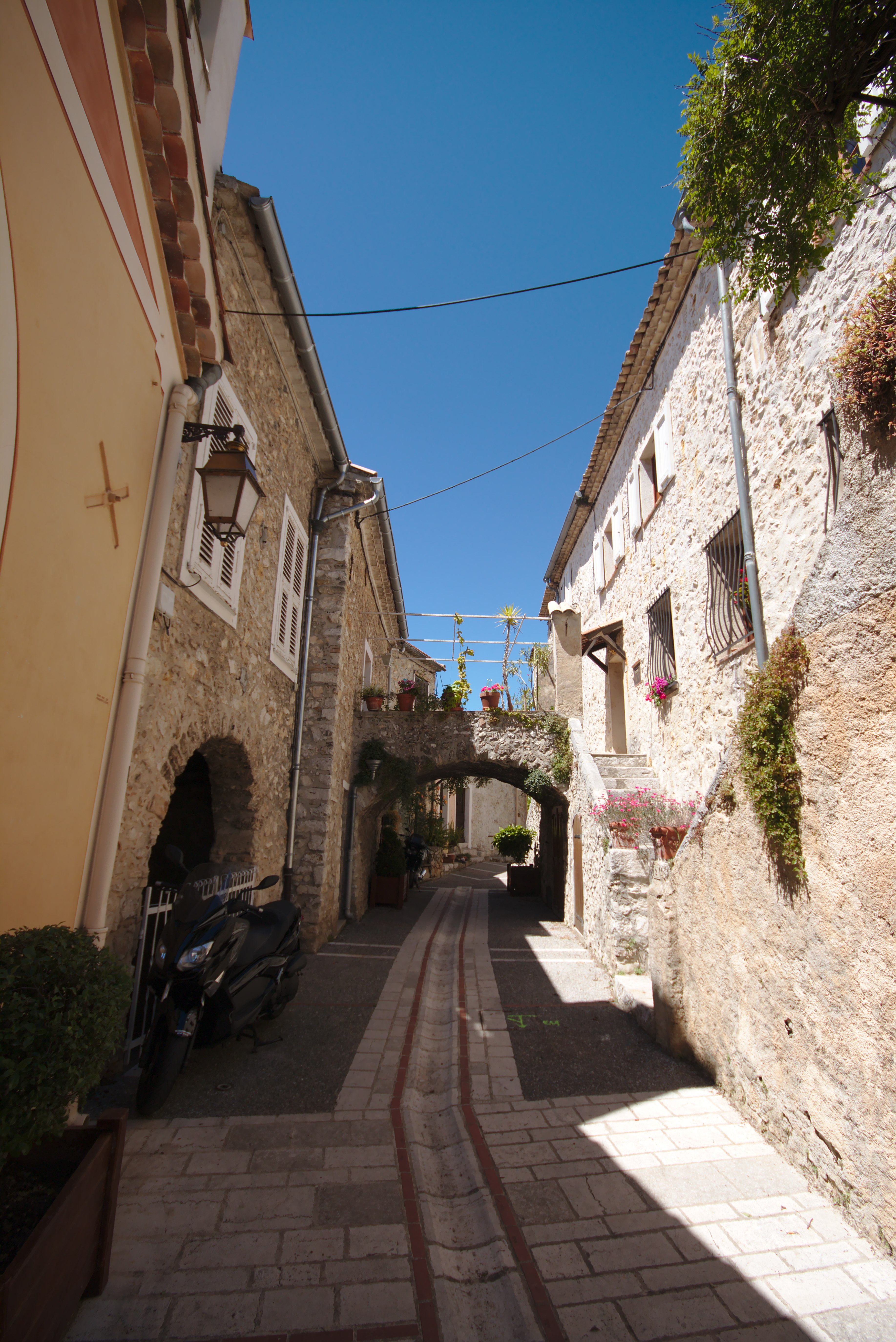
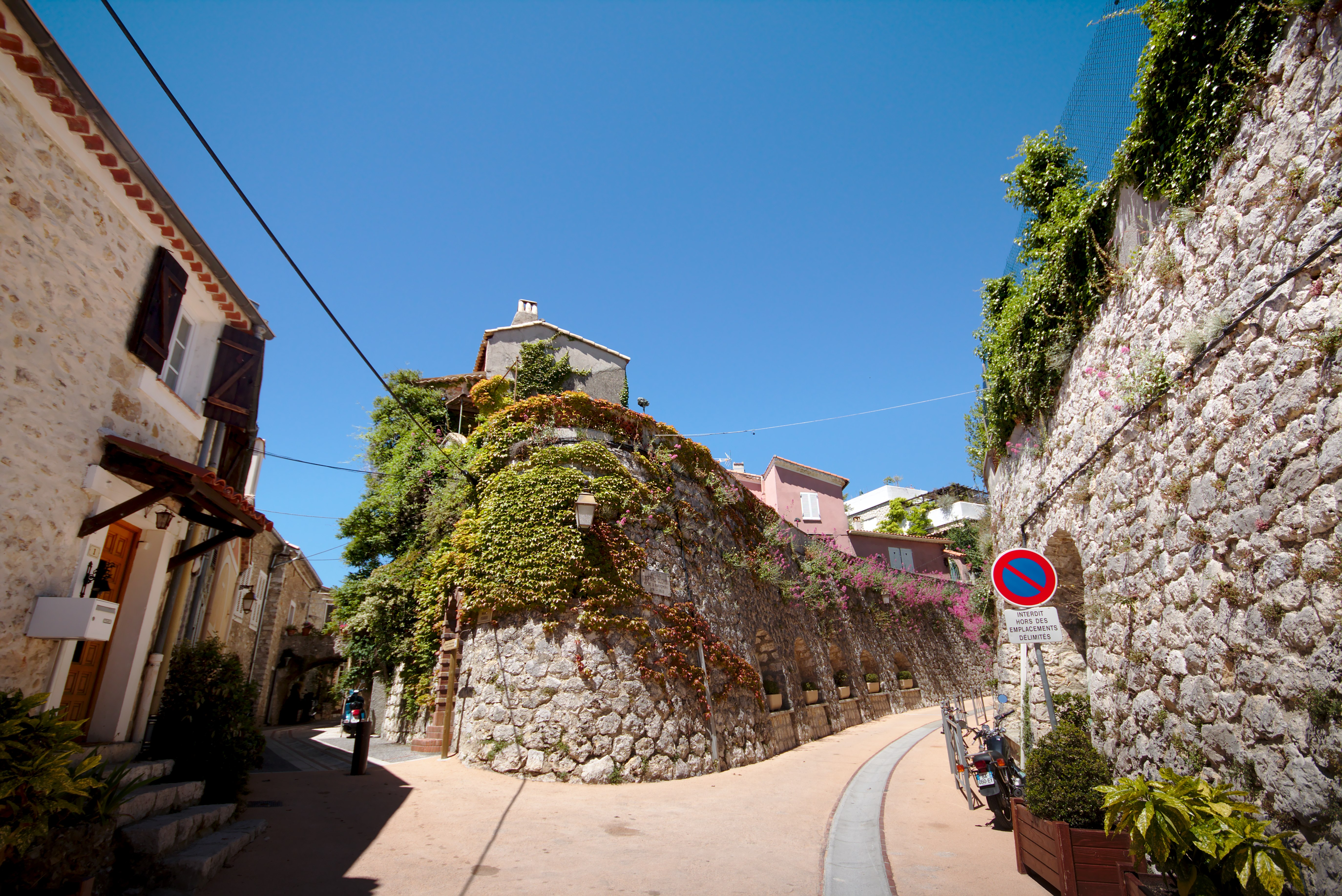
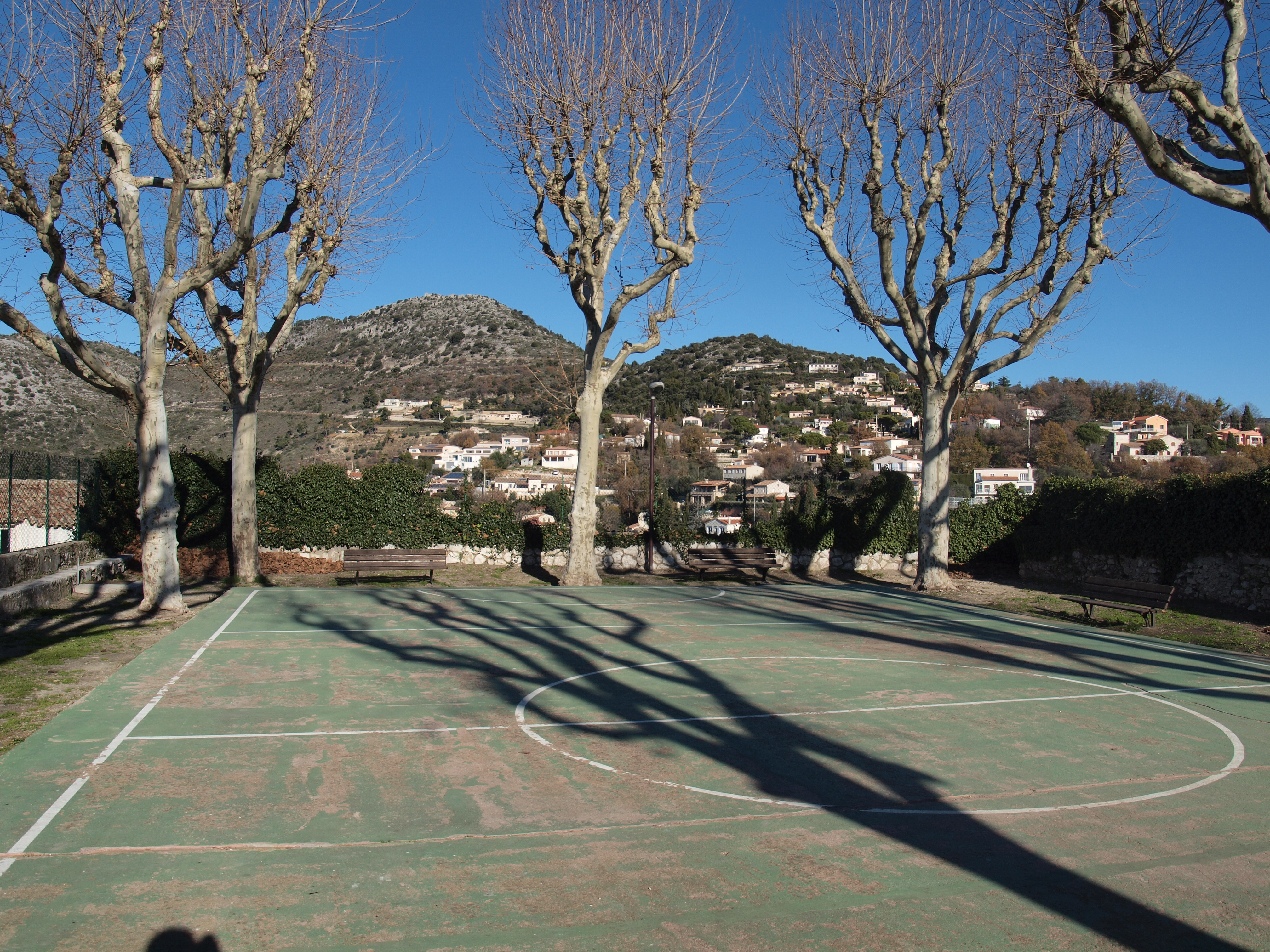
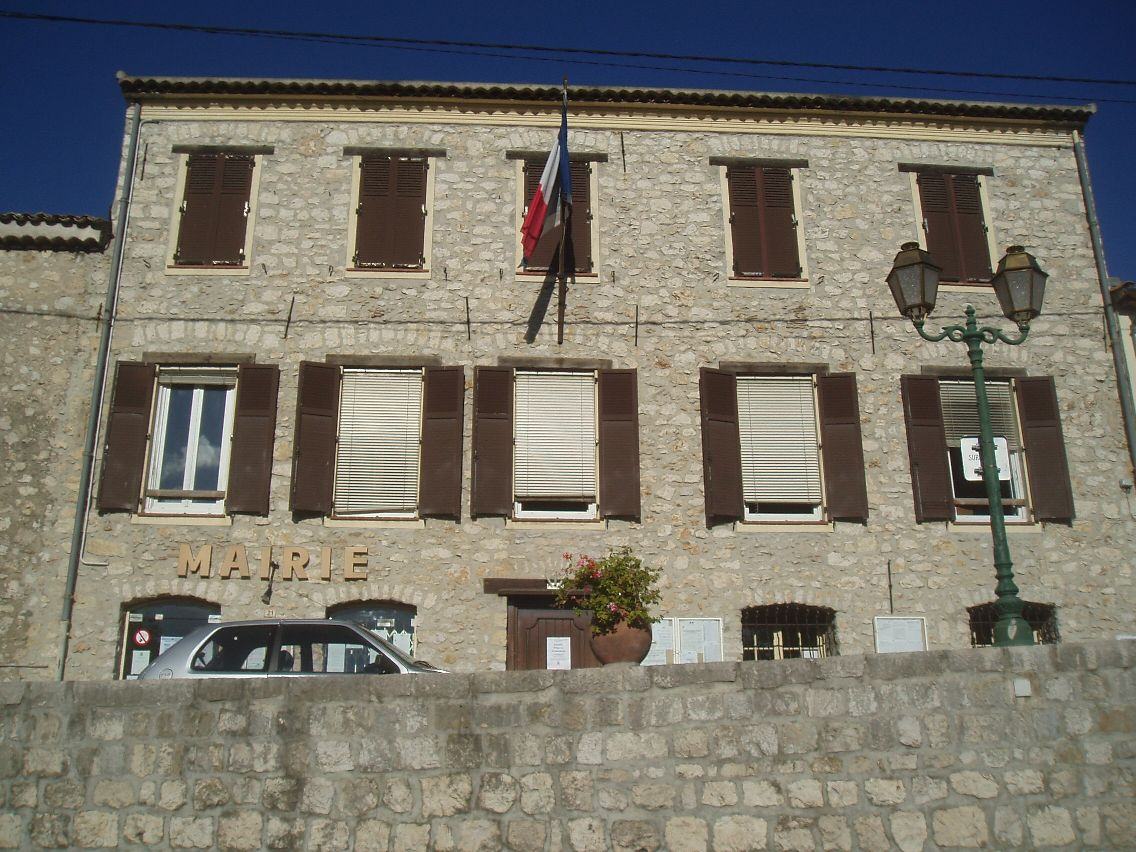